# Индейская Библия Элиота

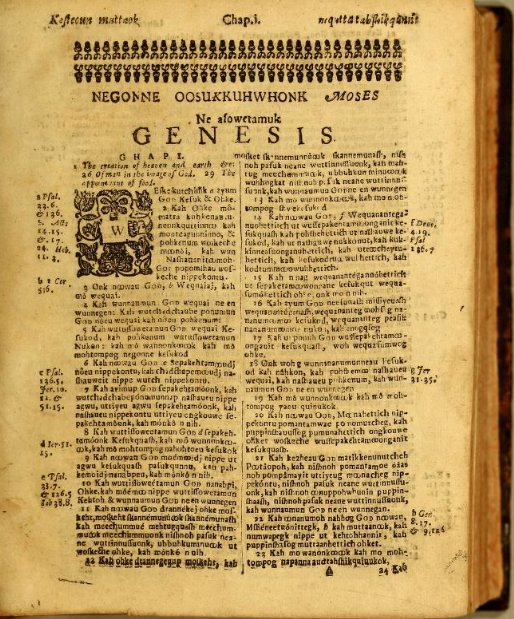
Ветхий Завет, первая страница издания 1685 г., копия

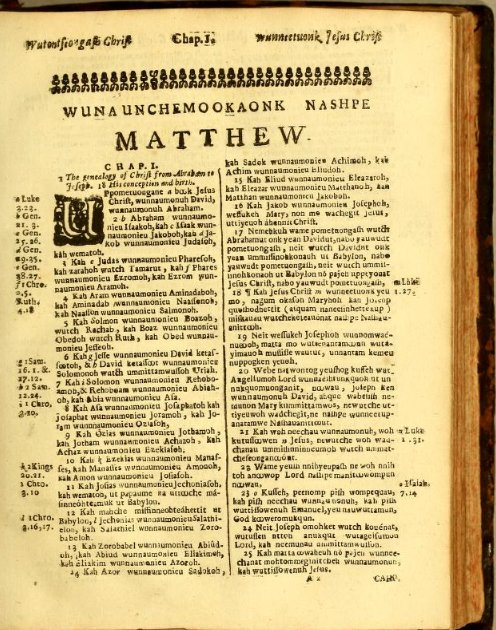
Новый Завет, первая страница издания 1685 года, копия.

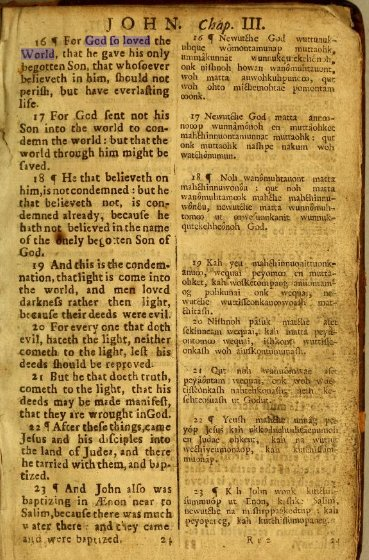
Алгонкинская Библия 1709: Евангелие от Иоанна, глава 3

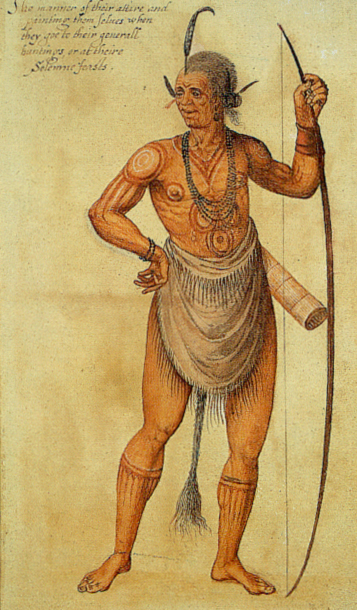
Индеец-алгонкин. Художник Джон Уайт, 1585.

Индейская Библия Элиота (официально: Mamusse Wunneetupanatamwe Up-Biblum God, также известна как Алгонкинская Библия, Algonquian Bible) — первое издание Библии, опубликованное в британской Северной Америке. Английский пуританский миссионер Джон Элиот выполнил перевод Женевской Библии на местный массачусетский язык. По этой причине издание также известно как Индейская Библия Элиота.
Заглавие Mamusse Wunneetupanatamwe Up Biblum God буквально, в пословном переводе, означает «Вся Святая Его-Библия-Бог», а подзаголовок звучит «Как Ветхий Завет, так и Новый Завет. Сие совершил раб Христа, которого зовут Джон Элиот». Поначалу в 1661 году был опубликован только Новый Завет. Полная Библия, все 66 книг (Ветхий Завет и Новый Завет) была напечатана в 1663 году.

## История
История Индейской Библии Элиота связана с тремя ключевыми историческими событиями, в результате которых стало возможным появление первой печатной Библии на языках североамериканских индейцев.

### Первая в Америке печатная машина
Стивен Дэй из Англии заключил контракт с Жозе Гловером, богатым проповедником, который отвергал религиозное учение англиканской церкви, на транспортировку печатного станка в Америку в 1638 году. Гловер погиб в море во время путешествия в Америку. Его вдова Элизабет (Харрис) Гловер, Стивен Дэй и пресс прибыли в Кембридж, штат Массачусетс, где г-жа Гловер открыла свою типографию с помощью Дэя. Дэй возглавил первую американскую типографию, которая была предшественником издательства Гарвардского университета. Печатный пресс находился в доме президента Гарвардского колледжа, где в 1640-х годах публиковались такие религиозные материалы, как «Массачусетская книга псалмов». Элизабет Гловер вышла замуж за президента Гарвардского колледжа Генри Данстера 21 июня 1641 года.

### Акт парламента
В 1649 году парламент принял Закон о содействии и распространении Евангелия Иисуса Христа в Новой Англии которым в Англии была создана Корпорация, состоящая из президента, казначея и четырнадцати человек, которые должны были им помогать. Название корпорации было «Президент и общество по распространению Евангелия в Новой Англии», но позже она была известна просто как Компания Новой Англии. Корпорация имела право собирать деньги в Англии для миссионерских целей в Новой Англии. Эти деньги были получены комиссарами Объединённых колоний Новой Англии и распространены для миссионерских целей, в том числе и на издание Индейской Библии Элиота.

### Прибытие Джона Элиота
Элиот прибыл в колонию Массачусетского залива из Англии в 1631 году. Одна из его миссий состояла в том, чтобы обратить коренное население Массачусетса в христианство. В качестве инструмента Элиот использовал христианские писания. Элиот понимал, что индейцы чувствовали себя более комфортно, слушая Священные Писания на своём родном языке, чем на английском (язык, который они мало понимали). Эллиот считал, что лучше будет перевести английскую христианскую Библию на язык одного из местных алгонкинских племён, чем учить индейцев Массачусетса английскому языку. Затем он начал изучать алгонкинский язык народа массачусетов. Элиот перевел все 66 книг английской Библии, потратив на это чуть более четырнадцати лет. Для сравнения, 44 учёным потребовалось семь лет, чтобы создать перевод, известный как Библия короля Якова в 1611 году. Элиоту пришлось стать грамматиком и лексикографом, чтобы разработать алгонкинский словарь и грамматические правила. При переводе он использовал помощь нескольких местных индейцев-массачусетов, включая Кокеное, Джона Сассамона, Джоба Несутона и Джеймса Принтера.
Элиот подготовил свой первый текст для Корпорации по распространению Евангелия в Новой Англии на языке племени массачусетов в виде однотомного катехизиса в 1653 году, напечатанного Сэмюэлем Грином. Затем он перевел и напечатал в 1655-56 гг. Евангелие от Матфея, книгу Бытия и Псалмы на алгонкинском языке.   Эта книга была напечатана в качестве образца для лондонской корпорации, чтобы показать, как может выглядеть законченная алгонкинская Библия. Корпорация одобрила образец и в 1660 году отправила в Америку профессионального типографа Мармадьюка Джонсона с 100 пачками бумаги и снаряжением нового типа для станка, используемого для печати Библии. Чтобы обеспечить транскрипцию фонем на алгонкинском языке, для печатного станка пришлось заказать дополнительное количество букв «О» и «К».
У Джонсона был трёхлетний контракт на издание всей Библии из 66 книг (Ветхий Завет и Новый Завет). В 1661 году Грин напечатал 1500 экземпляров Нового Завета с помощью английского печатника Джонсона и индейца из племени нипмук по имени Джеймс Принтер. В 1663 году они напечатали 1000 экземпляров полной Библии всех 66 книг (Ветхого и Нового Заветов) в объёме 1180 страниц. Расходы на эту продукцию были оплачены Корпорацией, уполномоченной парламентом Англии, на пожертвования, собранные в Англии и Уэльсе. Джон Рэтклифф сделал переплет для издания 1663 года.

## Описание
Элиот работал над индейской Библией более четырнадцати лет вплоть до момента публикации. Англия выделила около 16 000 фунтов стерлингов для её выпуска к 1660 году. Деньги поступили из частных пожертвований в Англии и Уэльсе, но не от местных жителей колоний Новой Англии.
Чтобы продемонстрировать сложность алгонкинского языка, для которого Элиот создал письменность с целью распространения Библии, его современник, проповедник Коттон Мэзер приводил в качестве примера алгонкинское слово Nummatchekodtantamoonganunnonash (32 символа), что означает «наши похоти». Мэзер также отметил, что язык индейцев не имеет ни малейшего сходства с какой-либо европейской речью и не происходит от неё.
Вот некоторые богословские вопросы, заданные Элиоту индейцами-натиками, на которые должна была ответить новая алгонкинская Библия:
- Если только один родитель верит, в каком состоянии находятся наши дети?
- Какое количество греха делает благодать изобильной?
- Если я покаюсь в пожилом возрасте, могу ли я спастись?
- Что значит «Да возрадуются деревья леса» (Псалмы 96:12)?
- Что означает, что мы не можем служить двум господам?
- Могут ли на Небесах увидеть нас здесь, на Земле?
- Видят ли и знают ли друг друга небожители? Узнаю ли я тебя на небесах?
- Знают ли друг друга грешники в аду?
- Что имеет в виду Бог, когда он говорит: «Вы будете моими драгоценностями»
- Если Бог сотворил ад в один из шести дней, почему Бог сотворил ад, прежде чем Адам согрешил?
- Разве англичане не портят свои души, продавая вещь за цену, более высокую, чем та, за которую они её приобрели? И разве это не всё равно что украсть? [21]

## Наследие
В 1664 году Роберт Бойл, управляющий «Корпорации», передал королю Карлу II специально созданную уникальную демонстрационную копию Евангелия в Новой Англии. Многие копии первого издания (1663) индийской Библии Элиота были уничтожены англичанами в 1675—76 годах в войне против Метакомета (военного вождя индейцев вампаноагов).  В 1685 году после некоторых дебатов Компания Новой Англии решила опубликовать ещё одно издание Индейской Библии Элиота. Второе издание всей Библии было закончено в 1686 году и обошлось лишь в долю стоимости средств, которые потребовались, чтобы выпустить первое издание. Было напечатано 2000 экземпляров. Посвящение губернатору Массачусетса Роберту Бойлу было напечатано на отдельном листе и вложено в 1685 экземпляров, отправленных в Европу.
Первое английское издание всей Библии было опубликовано в Соединённых Штатах лишь примерно 120 лет спустя после Индейской Библии Элиота — это была выпущенная в 1782 году Библия Роберта Эйткена. Считается, что весь перевод Библии Элиота на язык индейцев был написан одной рукой. Этот была крупнейшая полиграфическая работа, выполненная в колониальной Америке 17-го века. 
Массачусетский (натикский) диалект, на котором был сделан перевод Библии Элиота, больше не является живым языком в Соединенных Штатах. Алгонкинская Библия сегодня непонятна большинству людей в мире. Индейская Библия Элиота известна тем, что является самым ранним известным примером перевода (к тому же, сразу всех 66 книг, а не только отдельных из них) христианской Библии на новый язык, на котором ранее не существовало письменных текстов. Индейская Библия Элиота также была примечательна потому, что является первым примером перевода всей Библии на язык, не родной для переводчика. Ранее богословы обыкновенно переводили Библию с греческого, иврита или латыни на свои собственные языки, тогда как Элиот выполнил перевод на язык, который он сам изучил с целью проповеди Евангелия. Для сравнения, Стефан Пермский, четырьмя столетиями ранее переводивший с неродного греческого на неродной зырянский, перевёл лишь основные церковные сочинения, и в любом случае его переводы не сохранились.
В 1709 году Экспириенс Мэйхью выпустил специальное издание Алгонкинской Библии с индейскими словами в одном столбце и английскими словами в противоположном столбце. Издание содержало только Псалмы и Евангелие от Иоанна. Оно использовалось для обучения местных индейцев-массачусетов чтению Священного Писания. Эта алгонкианская Библия была производной от Индейской Библии Элиота. Библейский учебник по алгонкианскому языку 1709 года также известен как псалтирь массачусетов. Это издание 1709 года основано на Женевской Библии, точно так же, как и Индейская Библия Элиота (Mamusse Wunneetupanatamwe Up Biblum God).
Второе издание Индейской Библии Элиота послужило источником информации для современного проекта возрождения языка упанаак (вампаноаг).